# Верхнереченский
Верхнереченский — хутор в Нехаевском районе Волгоградской области России, административный центр Верхнереченского сельского поселения.

## История
Хутора Нижне-, Средне и Верхне-Реченские впервые обозначены на карте Шубрета 1826—1840 годов. Хутор входил в юрт станицы Луковской Хопёрского округа Области Войска Донского. В данных переписи 1859 году хутора Верхне-, Средне- и Нижне-Реченские учтены как единый населенный пункт, согласно переписи на хуторе Реченском проживало 258 душ мужского и 261 женского пола.
Согласно переписи 1873 года на хуторе Верхне-Реченском проживали 232 мужчины и 218 женщин, в хозяйствах жителей насчитывалось 175 лошадей, 199 пар волов, 707 голов прочего рогатого скота и 1310 голов овец. Согласно переписи населения 1897 года на хуторе проживали 361 мужчины и 410 женщина. Большинство населения было неграмотным: грамотных мужчин — 133 (36,8 %), женщин — 11 (2,7 %).
Согласно алфавитному списку населённых мест Области Войска Донского 1915 года земельный надел хутора составлял 2520 десятин, проживало 541 мужчина и 521 женщина, имелись хуторское правление и приходское училище.
С 1928 года хутор в составе Нехаевского района Нижневолжского края (впоследствии — Сталинградского края, Сталинградской области, Балашовской области, Волгоградской области).

## География
Хутор расположен на реке Тишанке (правый приток Хопра), в пределах Калачской возвышенности, относящейся к Восточно-Европейской равнине, на высоте около 120 метров над уровнем моря. В районе хутора река Тишанка протекает в глубокой долине, склоны которой изрезаны балками и оврагами. Почвы — чернозёмы обыкновенные
Через хутор проходит автодорога Новониколаевский — Манино. По автомобильным дорогам расстояние до районного центра станицы Нехаевской — 13 км, до областного центра города Волгограда — 380 км, до ближайшего города Калач Воронежской области — 47 км.
Климат
Климат умеренный континентальный (согласно классификации климатов Кёппена — Dfb). Среднегодовая температура воздуха положительная и составляет + 6,8 °C. Средняя температура самого холодного января −8,9 °С, самого жаркого месяца июля +21,4 °С. Многолетняя норма осадков — 488 мм. В течение года количество осадков распределено относительно равномерно: наименьшее количество осадков выпадает в феврале (норма осадков — 28 мм), наибольшее количество — в июне (52 мм).
Часовой пояс
Верхнереченский, как и вся Волгоградская область, находится в часовой зоне МСК (московское время). Смещение применяемого времени относительно UTC составляет +3:00.

## Население
Динамика численности населения по годам:
| 1873 | 1897 | 1915 | 1989 | 2002 | 2010 |
| ---- | ---- | ---- | ---- | ---- | ---- |
| 450  | 771  | 1062 | ≈710 | 689  | 655  |